# Centroscyllium ritteri
Centroscyllium ritteri е вид акула от семейство Светещи акули (Etmopteridae).

## Разпространение и местообитание
Видът е разпространен в Япония (Хокайдо и Хоншу).
Обитава крайбрежията на океани и морета. Среща се на дълбочина от 110 до 1100 m, при температура на водата около 4,2 °C и соленост 33,8 ‰.

## Описание
На дължина достигат до 43 cm.